# Assoiffé
Pour plus de détails, voir Fiche technique et Distribution.
Assoiffé ou L'Assoiffé (Pyaasa) est un film indien, produit et réalisé par Guru Dutt, sorti en Inde en 1957. La plupart des membres de l'équipe Guru Dutt ont participé au film.

## Synopsis
Vijay (Guru Dutt), un poète, ne parvient pas à vivre de ses vers. On lui conseille d’écrire des poèmes d’amour, d’abandonner les réflexions pessimistes sur la nature humaine qui sont son thème de prédilection. Sa famille ne le soutient pas : ses frères vendent ses manuscrits à une usine de pâte à papier et le chassent de la maison. Vijay tente de racheter ses poèmes, mais le gérant de l’usine lui apprend qu’une femme en a fait l’acquisition. La nuit, alors que Vijay dort sur un banc public, il entend une femme, Gulabo (Waheeda Rehman) chanter un de ses textes. Il la suit, jusqu’à la maison close où elle officie. Lorsqu’elle s’aperçoit que Vijay est sans le sou, elle le chasse. En lisant un papier tombé de la poche du poète, elle réalise qu’il est l’auteur des poèmes qu’elle a achetés. 
Quelques jours plus tard, Vijay croise une femme qu’il a aimée lorsqu’il était étudiant, Meena (Mala Sinha). Un flash back en chansons nous présente cette époque heureuse. Lors d’une réunion d’anciens élèves, Vijay interprète un poème qui est hué par la foule mais dont la tristesse retient l’attention d’un éditeur présent dans le public, Ghosh (Rehman). Vijay se rend chez lui dans l’espoir d’être enfin publié, mais Ghosh ne lui offre qu’un emploi de domestique. Lors d’une réception, alors qu’il sert les invités, Vijay découvre que Meena est désormais l’épouse de Ghosh. Lorsque Ghosh comprend que Meena et Vijay se connaissent, il renvoie ce dernier. Seul, sans emploi, Vijay doit également faire face à la mort de sa mère. L’affection et le soutien de Gulabo ne peuvent l’empêcher de sombrer dans le désespoir. Il se met à boire, et tente de se suicider. Il survit, mais à la suite d’un quiproquo, passe pour mort. 
Gulabo paie alors la publication de ses poèmes par Ghosh. Le recueil connaît un immense succès. Vijay, hospitalisé, est pris pour un fou lorsqu’il affirme être l’auteur des poèmes. Ghosh refuse de le reconnaître, de même que l'un de ses amis. Interné, il s’évade avec l’aide Abdul Sattar (Johnny Walker), un masseur ambulant qui procure au film ses quelques intermèdes comiques. Le premier anniversaire de sa prétendue mort donne lieu à une grande cérémonie publique, perturbée par l’arrivée de Vijay qui se fait reconnaître et crie son dégoût de ce monde hypocrite et dominé par l’argent. Une émeute éclate au cours de laquelle Gulabo est blessée. Immédiatement, l’entourage de Vijay cherche comment exploiter ce retournement de situation, et une autre célébration est organisée, pour fêter le retour du poète. Choqué par tant de duplicité, Vijay revient sur ses mots et affirme ne pas être l’auteur des poèmes. Malgré l’insistance de Meena, il refuse la célébrité qui lui est offerte, et quitte la ville en compagnie de Gulabo.

## Fiche technique
- Titre : Assoiffé
- Titre original : Pyaasa
- Réalisation : Guru Dutt
- Scénario : Guru Dutt et Abrar Alvi
- Musique : Sachin Dev Burman (en)
- Photographie : V.K. Murthy
- Montage : Y.G. Chawhan
- Décors : Biren Nag (en)
- Costumes : Bhanu Athaiya
- Production : Guru Dutt
- Pays d'origine :  Inde
- Langue originale : ourdou
- Adaptation française (DVD édité par Carlotta) : François-Xavier Durandy
- Format : Noir et blanc - 1,37:1 - 35 mm
- Genre : Drame, musical
- Durée : 2 h 26
- Dates de sortie : Inde, 19 février 1957 ; France, 5 juin 1985

## Distribution
- Mala Sinha : Meena
- Guru Dutt : Vijay
- Waheeda Rehman : Gulabo
- Rehman : Mr. Ghosh
- Johnny Walker : Abdul Sattar
- Kumkum (en) : Juhi
- Leela Mishra (en) : la mère de Vijay
- Mehmood : le frère de Vijay
- Tun Tun (en) : Pushplata
- Moni Chatterjee : Chatterjee
- Shyam
- Radheshyam
- Maya Dass
- Ashita
- Neel Kamal
- Mohan Sandow
- Rajendra (Rajinder)

## Chansons
La musique est composée par S.D. Burman (à l'exception de Sar jo tera chakraye, composé par R.D. Burman), et les paroles sont écrites par le poète de langue ourdoue Sahir Ludhianvi. Les chansons sont parfaitement intégrées au récit. Elles comportent un duo romantique,Hum aapki aankhon mein, mis en scène dans un décor inspiré par le film de Raj Kapoor Awaara, une chanson de séduction par laquelle Gulabo cherche à attirer Vijay, Jaane kya tune kahi, un morceau comique, Sar jo tera chakraye, centré sur Johnny Walker, une courte chanson évoquant les joies d'une jeunesse aujourd'hui perdue, Ho Lakh Musibat, et trois morceaux de tonalité lyrique, Tang Aa Chuke Hain et Jane who kaise log dans lesquels Vijay pleure sur ses chagrins d'amour, et Aaj sanam mohe ang lagalo, centré sur Gulabo. Mais Pyaasa se distingue surtout par la place accordée à la critique sociale dans ses chansons. Yeh duniya agar mil bhi jaye to kya hai voit Vijay rejeter violemment un monde hypocrite, dominé par l'argent, et où seuls les morts sont respectés ; Jinhen naaz hai accompagne l'errance du poète dans le quartier des prostitués reconstitué en studio et présente une amère condamnation de la société indienne de son époque.
| Titre                                   | Interprète(s)              |
| --------------------------------------- | -------------------------- |
| Jaane kya tune kahi                     | Geeta Dutt                 |
| Ho Lakh Musibat                         | Asha Bhosle, Mohammed Rafi |
| Tang Aa Chuke Hain                      | Mohammed Rafi              |
| Hum aapki aankhon mein                  | Geeta Dutt, Mohammed Rafi  |
| Jane who kaise log                      | Hemant Kumar               |
| Sar jo tera chakraye                    | Mohammed Rafi              |
| Aaj sanam mohe ang lagalo               | Geeta Dutt                 |
| Jinhen naaz hai                         | Mohammed Rafi              |
| Yeh duniya agar mil bhi jaye to kya hai | Mohammed Rafi              |

## Élaboration du film

### Scénario
Guru Dutt écrit une première version du scénario en 1947-1948, avant de le retravailler avec l'aide d'Abrar Alvi, un de ses fidèles collaborateurs. Dans cette première version Vijay était peintre et non poète.

### Casting
Le rôle principal était prévu pour Dilip Kumar, mais celui-ci refuse un rôle trop proche de celui de Devdas qu'il avait interprété quelques années auparavant. Guru Dutt envisage un temps Madhubala dans le rôle de Meena. Quant à Johnny Walker, il était initialement prévu qu'il joue Shyam, l'ami opportuniste de Vijay qui finit par le renier. Mais Johnny Walker était connu et apprécié pour ses rôles comiques, et après avoir tourné quelques scènes, Guru Dutt renonce à lui faire interpréter ce personnage à contre-emploi, pour ne pas déstabiliser le public. Il lui confie finalement le rôle, plus attendu, d'Abdul Sattar.

### Tournage
Guru Dutt conçoit les scènes le jour de leur tournage, et n'hésite pas à faire de nombreuses prises, jusqu'à ce que le résultat lui convienne, comme l'explique son directeur de la photographie, V.K. Murthy : 
« Guru Dutt had a tendency to do things extempore; because whatever he had planned earlier would be changed. Many things were changed. We worked with a general outline of scenes, no details. We'd go on the set, and if he didn't find it to his liking, he'd say, ‘Okay, cancel it’. Or suppose we shot a scene, and he didn't find the effect he wanted, he'd say : ‘Scrap it. We'll do it again.’ Actually he has redone many scenes, shooting and reshooting; this is particularly true of the way he worked in Pyaasa. »
— V.K. Murthy, cité par Nasreen Munni Kabir

« Guru Dutt avait tendance à improviser, car tout ce qu'il prévoyait en avance subissait des changements. Il y eut beaucoup de changements. Nous travaillions avec une vue d'ensemble des scènes, sans les détails. Nous allions sur le décor, et si ça ne lui plaisait pas, il disait : "Bon, on annule". Ou bien imaginez qu'on tourne une scène, et qu'il n'obtienne pas l'effet qu'il voulait, il disait "Jetez ça, on la refait". En fait, il a refait beaucoup de scènes, il filmait et re-filmait ; c'est particulièrement vrai de son travail pour Pyaasa. »
— cité par Nasreen Munni Kabir
 Après avoir tourné trois à quatre bobines du film, Guru Dutt, déçu, décide ainsi de les détruire et de recommencer. La fin est modifiée à la demande des distributeurs, qui trouvent la fin initialement prévue trop sombre. La version initiale s'achevait à la fin de la conversation entre Meena et Vijay. Ce dernier quittait la pièce, sans que l'on sache où il allait, alors que dans le film finalement distribué Vijay part avec Gulabo.

## Réception
Pyaasa est un succès commercial, et arrive en troisième place du box office indien en 1957. Il fait par ailleurs partie de la liste des cent meilleurs films de tous les temps établie par le Time.

## Analyse
Guru Dutt « utilise les codes de la tragédie musicale pour construire une œuvre personnelle, alliant aux artifices du genre un regard authentique sur les réalités sociales... Ses héros désespérés expriment sa propre angoisse devant une société corrompue, inégalitaire, réfractaire aux idéalistes ». Les malheurs de Vijay sont à mettre en relation avec les problèmes auxquels doit faire face la jeune Union Indienne. L'histoire de Pyaasa présente des similitudes avec celles de Devdas, un roman maintes fois adapté au cinéma. En particulier, Gulabo évoque fortement la courtisane Chandramukhi. Mais plus qu'au personnage de Devdas, dont il ne partage pas l'égocentrisme, c'est à une figure christique que Vijay fait penser. Pendant que Ghosh lit un article portant sur le suicide de Vijay, son épouse lit un magazine dont la une représente le Christ en croix. Et lorsque Vijay, pour ainsi dire ressuscité, se révèle à ses admirateurs, il apparaît les bras en croix, dans un halo de lumière.